# Muritiba
Muritiba là một đô thị thuộc bang Bahia, Brasil. Đô thị này có diện tích 110,562 km², dân số năm 2007 là 27158 người, mật độ 245,64 người/km².